# Мала Весь (Білобжезький повіт)
Мала Весь (пол. Mała Wieś) — село в Польщі, у гміні Промна Білобжезького повіту Мазовецького воєводства.
Населення — 220 осіб (2011).
У 1975-1998 роках село належало до Радомського воєводства.

## Демографія
Демографічна структура станом на 31 березня 2011 року:
|          | Загалом | Допрацездатний вік | Працездатний вік | Постпрацездатний вік |
| -------- | ------- | ------------------ | ---------------- | -------------------- |
| Чоловіки | 104     | 17                 | 68               | 19                   |
| Жінки    | 116     | 17                 | 63               | 36                   |
| Разом    | 220     | 34                 | 131              | 55                   |